# Grande Prêmio da Alemanha de 1956
Resultados do Grande Prêmio da Alemanha de Fórmula 1 realizado em Nürburgring à 5 de agosto de 1956. Sétima e penúltima etapa da temporada, foi vencida pelo argentino Juan Manuel Fangio.

## Resumo
Dentre os espectadores presentes estava o jovem Juan Carlos, futuro Rei da Espanha que, aos dezoito anos, veio torcer por Alfonso de Portago, com quem possuía laços de parentesco.

## Classificação da prova
| Pos. | Nº | Piloto                           | Construtor | Voltas | Tempo/Diferença             | Grid | Pontos |
| ---- | -- | -------------------------------- | ---------- | ------ | --------------------------- | ---- | ------ |
| 1    | 1  | Juan Manuel Fangio               | Ferrari    | 22     | 3:38:43.7                   | 1    | 9      |
| 2    | 7  | Stirling Moss                    | Maserati   | 22     | + 46.4                      | 4    | 6      |
| 3    | 6  | Jean Behra                       | Maserati   | 22     | + 7:38.3                    | 8    | 4      |
| 4    | 20 | Paco Godia                       | Maserati   | 20     | + 2 voltas                  | 16   | 3      |
| 5    | 15 | Louis Rosier                     | Maserati   | 19     | + 3 voltas                  | 14   | 2      |
| DSQ  | 21 | Bruce Halford                    | Maserati   | 20     | Desclassificado             | 11   |        |
| NC   | 22 | Ottorino Volonterio              | Maserati   | 16     | + 6 voltas                  | 19   |        |
| Ret  | 11 | André Milhoux                    | Gordini    | 15     | Motor                       | 21   |        |
| Ret  | 5  | Alfonso de Portago Peter Collins | Ferrari    | 14     | Acidente                    | 10   |        |
| Ret  | 18 | Luigi Villoresi                  | Maserati   | 13     | Motor                       | 20   |        |
| Ret  | 12 | Harry Schell                     | Maserati   | 13     | Superaquecimento            | 12   |        |
| Ret  | 4  | Luigi Musso Eugenio Castellotti  | Ferrari    | 11     | Acidente                    | 5    |        |
| Ret  | 2  | Peter Collins                    | Ferrari    | 8      | Vazamento de combustível    | 2    |        |
| Ret  | 3  | Eugenio Castellotti              | Ferrari    | 5      | Pane elétrica               | 3    |        |
| Ret  | 8  | Umberto Maglioli                 | Maserati   | 3      | Problemas na direção        | 7    |        |
| Ret  | 19 | Horace Gould                     | Maserati   | 3      | Pressão do óleo             | 13   |        |
| Ret  | 16 | Roy Salvadori                    | Maserati   | 2      | Suspensão                   | 9    |        |
| Ret  | 10 | Robert Manzon                    | Gordini    | 0      | Suspensão                   | 15   |        |
| Ret  | 14 | Giorgio Scarlatti                | Ferrari    | 0      | Motor                       | 17   |        |
| DNS  | 8  | Cesare Perdisa                   | Maserati   |        | Acidente nos treinos        | 6    |        |
| DNS  | 11 | André Pilette                    | Gordini    |        | Acidente nos treinos        | 18   |        |
| DNS  | 18 | Luigi Piotti                     | Maserati   |        | Villoresi dirigiu seu carro |      |        |

## Tabela do campeonato após a corrida
Classificação do mundial de pilotos
|   | Pos. | Piloto             | Pontos |
| - | ---- | ------------------ | ------ |
| 1 | 1    | Juan Manuel Fangio | 30     |
| 1 | 2    | Peter Collins      | 22     |
|   | 3    | Jean Behra         | 22     |
|   | 4    | Stirling Moss      | 19     |
|   | 5    | Pat Flaherty       | 8      |

- Nota: Somente as primeiras cinco posições estão listadas. Apenas os cinco melhores resultados dentre os pilotos eram computados visando o título.